# Stångby
Stångby er en landsby i Skåne i det sydlige Sverige.
Stångby har 2.430 (2023) indbyggere og ligger i Lund kommune i Skåne län ca. 5 kilometer nord for byen Lund. Den består af to adskilte dele: den oprindelige landsby og en stationsby, der er vokset op omkring Stångby Station. I landsbyen ligger Stångby Kirke.